# St. Ägidius (Oberdrees)

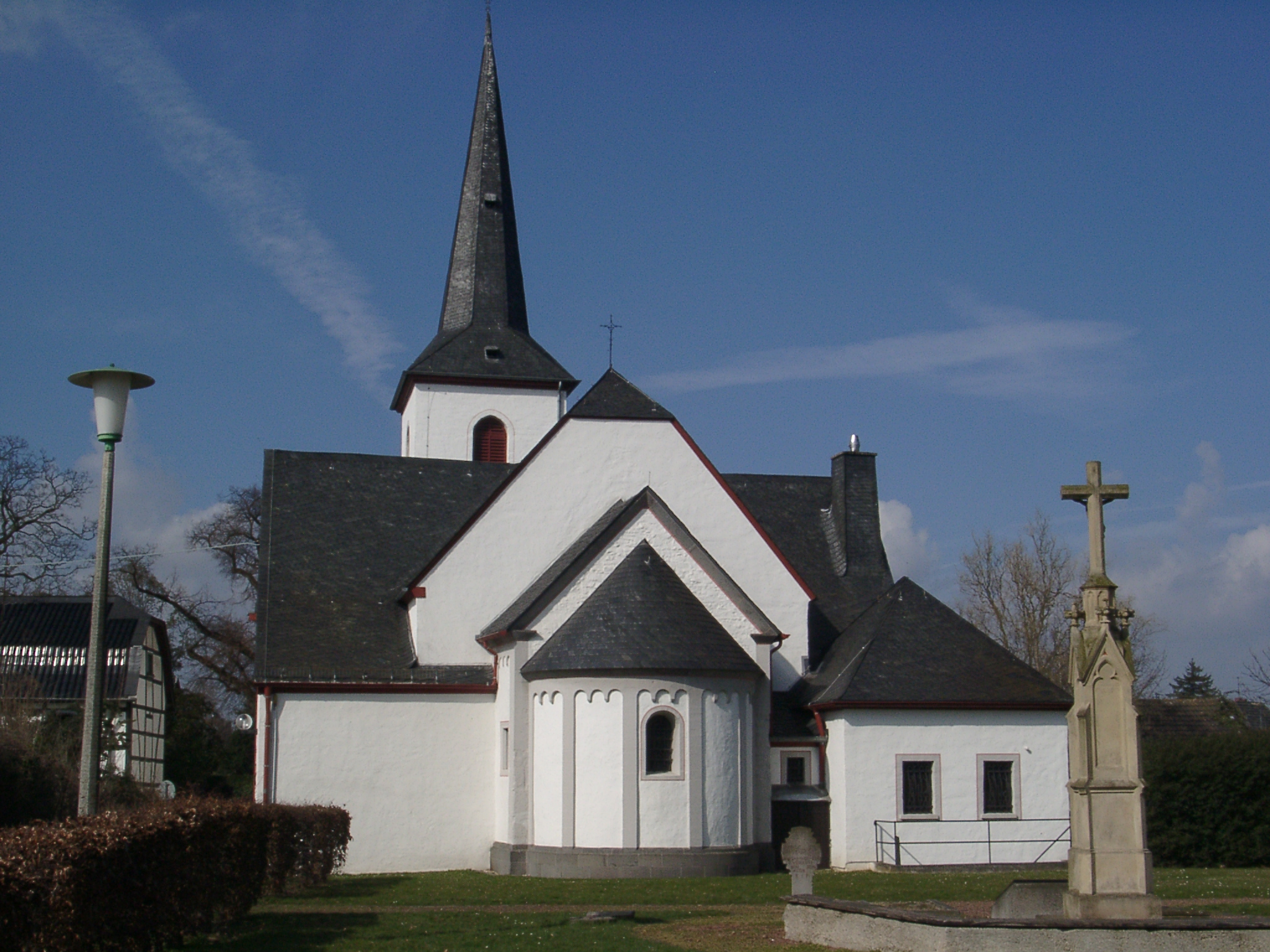
Blick vom Osten auf Chor und Sakristei von St. Ägidius, 2005

Die römisch-katholische Pfarrkirche St. Ägidius im Rheinbacher Stadtteil Oberdrees geht auf einen romanischen Kirchenbau aus dem 12. Jahrhundert zurück. Das an der Oberdreeser Straße 21 gelegene Gebäude gehört seit 2010 zur Pfarrgemeinde St. Martin in Rheinbach und ist seit 1994 denkmalgeschützt. Sehenswert sind das barocke Taufbecken und die großzügige Fensterausstattung aus dem 20. Jahrhundert.

## Geschichte

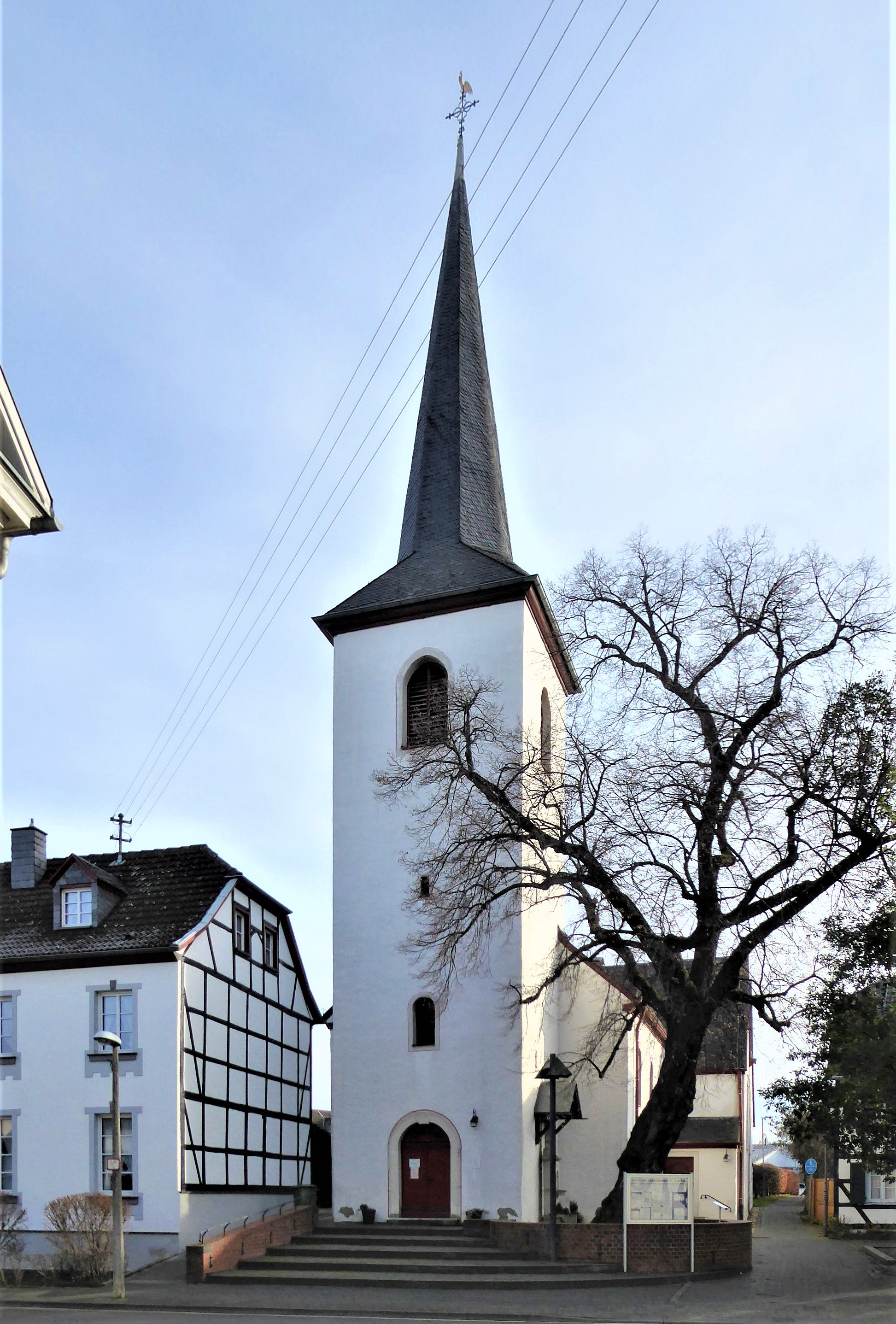
Glockenturm, Linde und Bücherei (Fachwerkgebäude), 2022

Der Kirchort Oberdrees wird erstmals 1274 und erneut vier Jahre später in einem Kirchensteuerverzeichnis (dem Liber valoris) genannt. Von der damals bestehenden, zum Anfang des 12. Jahrhunderts errichteten romanischen Kirche ist der heutige Ostteil des Chors erhalten. Die Ortschaft selbst ist älter, sie wird bereits in einem Dokument im Jahr 856 erwähnt. Vermutlich stand in Oberdrees vor der Errichtung der romanischen Kirche bereits eine kleine, in Fachwerkbauweise ausgeführte Kapelle.
Unter dem Pfarrer Johann Stein (1640–1690) kam es im Jahr 1688 zu einem weitgehenden Neubau, dessen Struktur im Wesentlichen erhalten ist. Das einschiffige Kirchgebäude übernahm den Chor des Vorgängerbaus und erhielt einen vorgesetzten Westturm. Das Schiff umfasste fünf Joche, die Fenster lagen in bodentiefen Nischen. Der Innenraum war barock eingerichtet. Kollator war ein auf der Burg Adendorf ansässiges Mitglied der freiherrlichen Familie von der Leyen.
Pfarrer Heinrich Dieregsweiler setzte im 20. Jahrhundert eine Erweiterung der Kirche durch. Nach Planungen von Jakob Stumpf (ein aus Bonn stammender Architekt mehrerer Kirchen im Rheinland) wurde im Mai 1921 mit dem Umbau begonnen. Der Anbau von zwei Seitenschiffen an der Nord- und Südseite führte zu einer Vergrößerung des Innenraumes auf das Doppelte. Ein neues, massives Schwemmsteingewölbe trug nun das erweiterte Dach. Der Fußbodenbelag stammte von den Sinziger Mosaikwerken. Auch eine Kriegergedächtniskapelle wurde auf der Männerseite im rechten Seitenschiff am Josefsaltar errichtet; nachdem 1926 ein Ehrenmal außerhalb der Kirche entstanden war, entfernte man die Gedenkstätte in der Kirche wieder. Die Einweihung der Kirche und Konsekration des Hochaltars erfolgte am 27. August 1922 durch Weihbischof Hermann Joseph Sträter.
Nach dem Zweiten Weltkrieg kam es zu jahrelangen Diskussionen über eine notwendige Sanierung des Kirchengebäudes; immer wieder wurden kleinere Instandsetzungsaufträge vor allem im Außenbereich vergeben. Eine größere Investition für die Innenrenovierung der Kirche wurde 1989 beschlossen, erst ab September 1992 wurde der Beschluss umgesetzt. Der feuchte Boden und die Wände wurden unter anderem durch die Anlage einer Drainage trockengelegt. Ein neuer Fußbodenbelag entstand aus diagonal angelegten Basaltlavaplatten und Syenitstreifen. Die aus dem Jahr 1921 stammende Kanzel und der Beichtstuhl wurden restauriert und wieder aufgestellt. Der neu gestaltete Altar wurde 1994 von Weihbischof Norbert Trelle geweiht. Während der rund einjährigen Renovierungsarbeiten wurde der Gottesdienst in einem ehemaligen Stallgebäude, wenige Meter von der Kirche entfernt gelegen, durchgeführt.
Im Jahr 2007 wurde die Kirchengemeinde Sankt Antonius Niederdrees aufgelöst und mit der Pfarrei Sankt Ägidius in Oberdrees zusammengelegt. Diese zusammengelegte Kirchengemeinde bestand bis Ende 2009. Seit dem Jahr 2010 bilden die Katholiken beider Ortschaften mit den meisten bisherigen Pfarrgemeinden im Stadtgebiet von Rheinbach die Pfarrgemeinde St. Martin Rheinbach.
Zum Jahreswechsel 2015/2016 kam es zu einer zeitweisen Schließung der Kirche wegen Schimmelbefalls an der Heizungsanlage und in der Orgel. Schimmelpilze hatten das Heizungssystem befallen, von dort waren sie in die Orgel gelangt. Während der Reinigungsmaßnahmen mussten die Gläubigen in die Kirche nach Niederdrees ausweichen.

## Architektur und Ausstattung
Das Kirchengebäude besteht aus einem dreischiffigen Langhaus mit Chor und angefügter Sakristei und einem Glockenturm. Die Kirche ist ein verputzter Bruchsteinbau. Das Langhaus und der achtseitige Turmhelm in Julius-Echter-Architektur sind mit einer Schiefereindeckung versehen. Auf Höhe der Glockenstube verfügt der Turm auf allen Seiten über rundbogige Klangarkaden. Der aus dem 12. Jahrhundert stammende Chor ist ein mittelgroßer Raum, den ein Tonnengewölbe überwölbt, in Form einer Apsis gestaltet. An der Nordseite des Chors ist eine helle, geräumige Sakristei angebaut, in deren ausgebauten Dachgeschoss die Paramenten gelagert werden; im Untergeschoss liegt der Heizungskeller.
Von der ursprünglichen Inneneinrichtung aus dem 17. Jahrhundert existieren nur noch das barocke Taufbecken aus Granit mit einem Messinghelm sowie die Figur des Kirchenpatrons Ägidius und Darstellungen der Heiligen Anna, Ursula und Agatha. Die Kanzel und der Beichtstuhl aus dem Jahr 1921 stammen vom Rheinbacher Schreinermeister Müllenbruck. Der 1994 entstandene Altar ist aus dem Naturstein Selterser-Trachyt gefertigt. Die Friedhofsmauer stammt aus dem 14. Jahrhundert.

### Kirchenfenster
Die Erweiterung der Kirche in den Jahren 1921/22 machte den Einbau neuer Fenster erforderlich. Pfarrer Dieregsweiler ließ sie nach Rücksprache mit dem Bonner Hochschullehrer Wilhelm Neuß von dem jungen Bonner Glaskünstler Gerhard Jörres gestalten. Sie sind im Stil der Nazarener ausgeführt.
Insgesamt entstanden unter Jörres vier Fenster im Hauptschiff, fünf Fenster im Querschiff, eines von zwei Fenstern im Chor, vier rechteckige Fenster in der angrenzenden Sakristei sowie je zwei Fenster unter der Empore und auf der Empore (darunter die Darstellung des heiligen Hubertus von Lüttich). Die Fenster wurden 1923 von Jörres fertiggestellt. Der Künstler Paul Weigmann ergänzte 1970 das zweite Fenster im Chor.

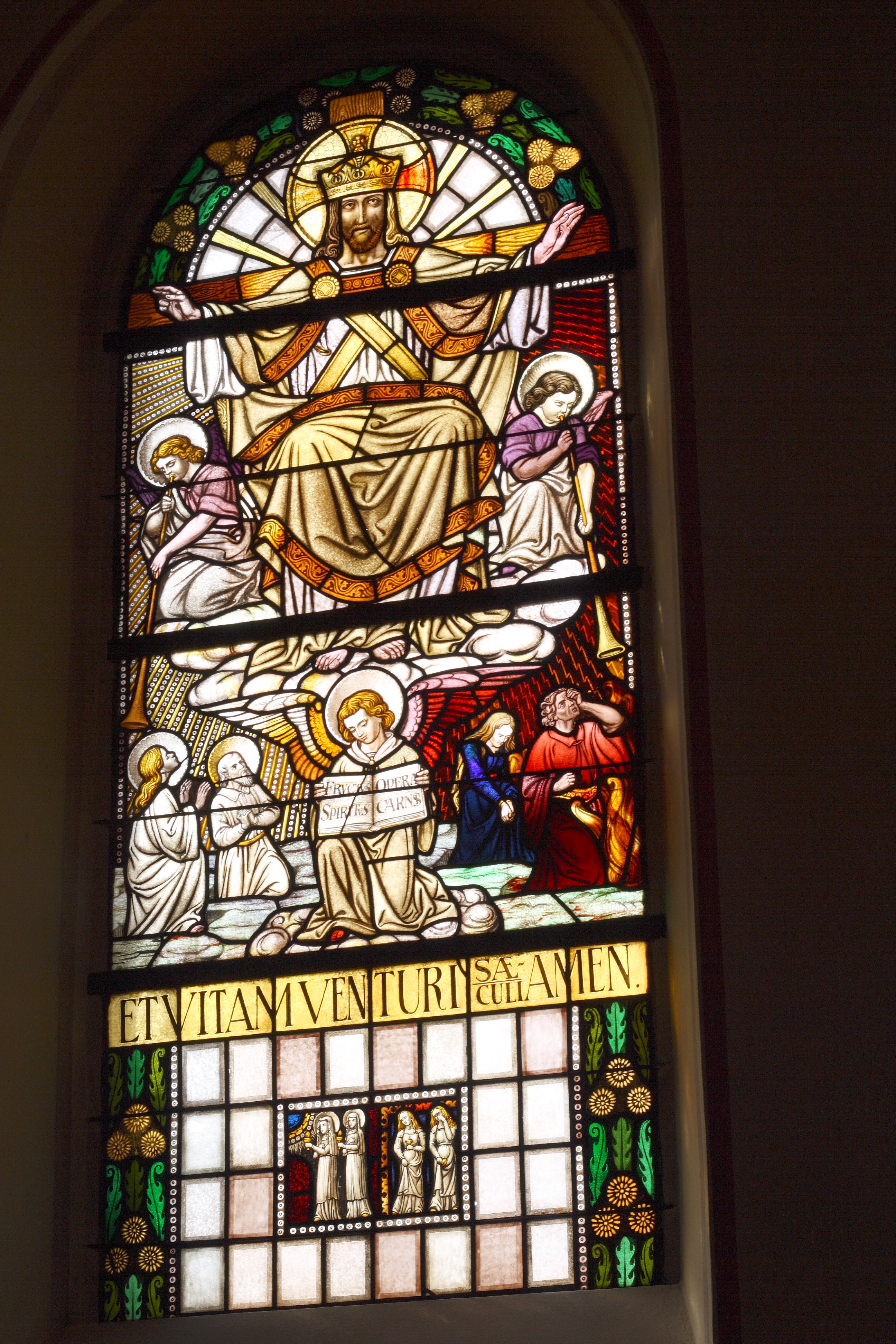
Das letzte Gericht, „Et vitam venturi sacculi, Amen“, im unteren Teil: Das Gleichnis von den klugen und törichten Jungfrauen; Querschiff
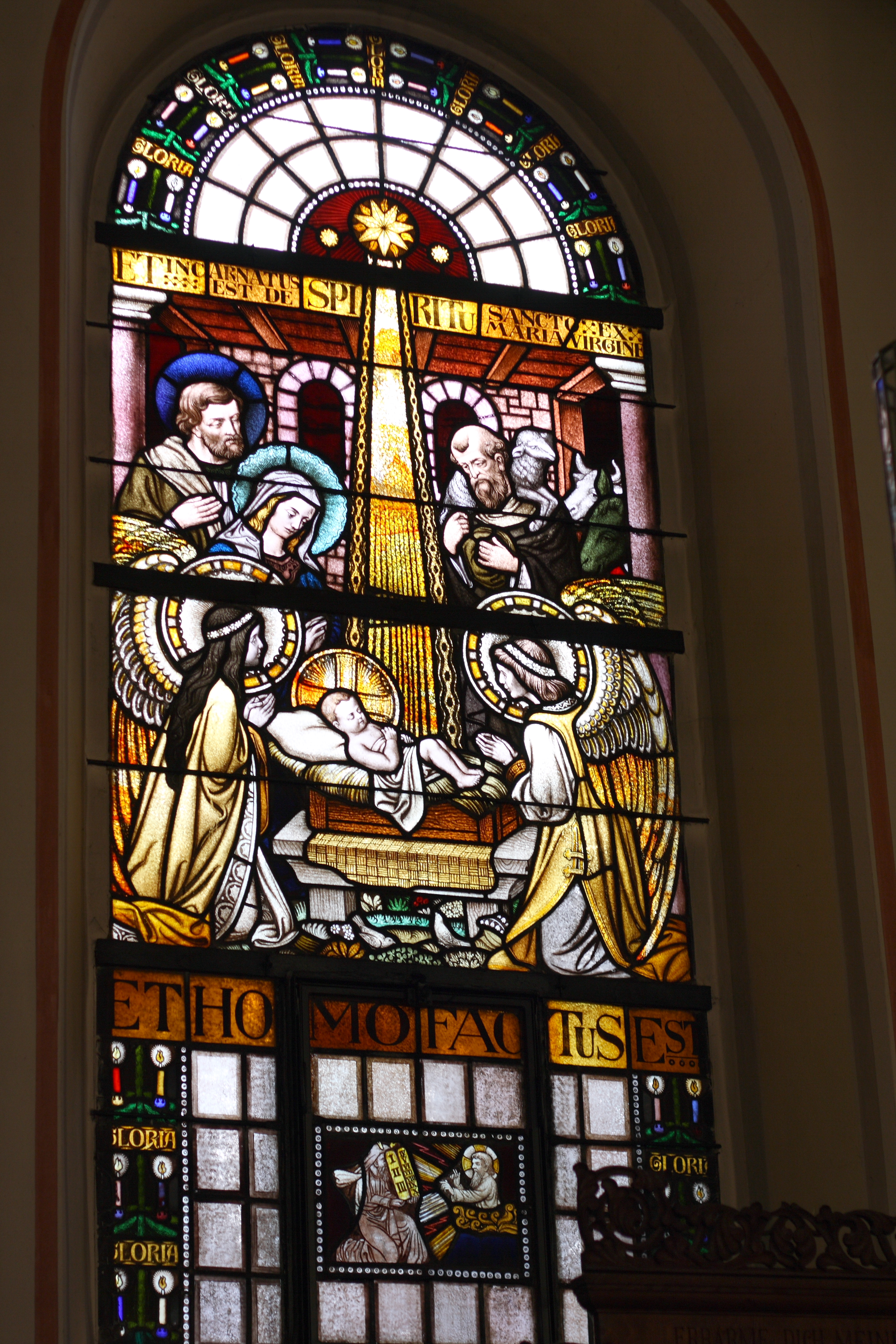
Christi Geburt, auch als Weihnachtsfenster bezeichnet, im unteren Teil: Übergabe der Gesetzestafeln an Moses; Querschiff
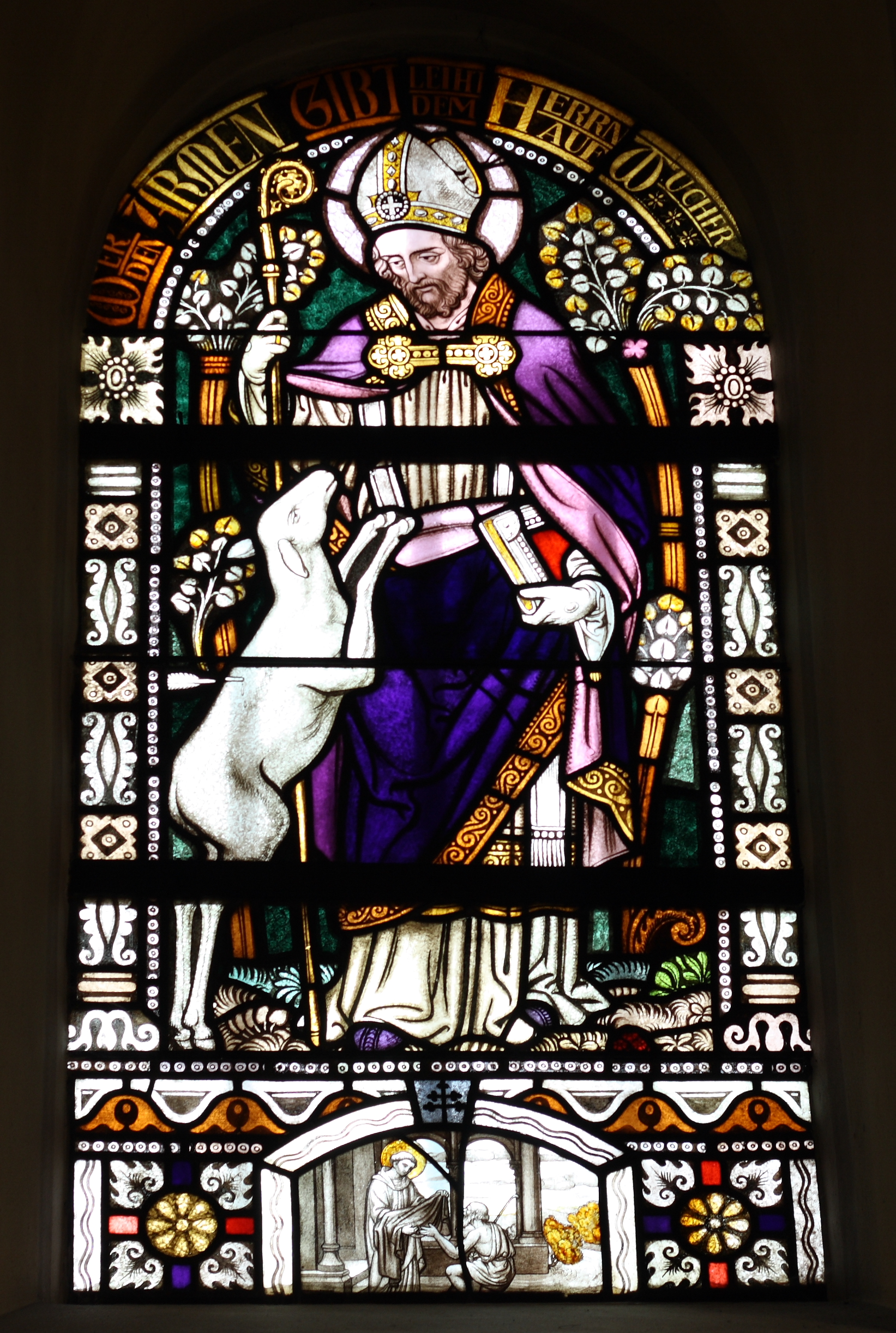
Heiliger Bischof mit Hirschkuh, von einem Pfeil getroffen; Hauptschiff
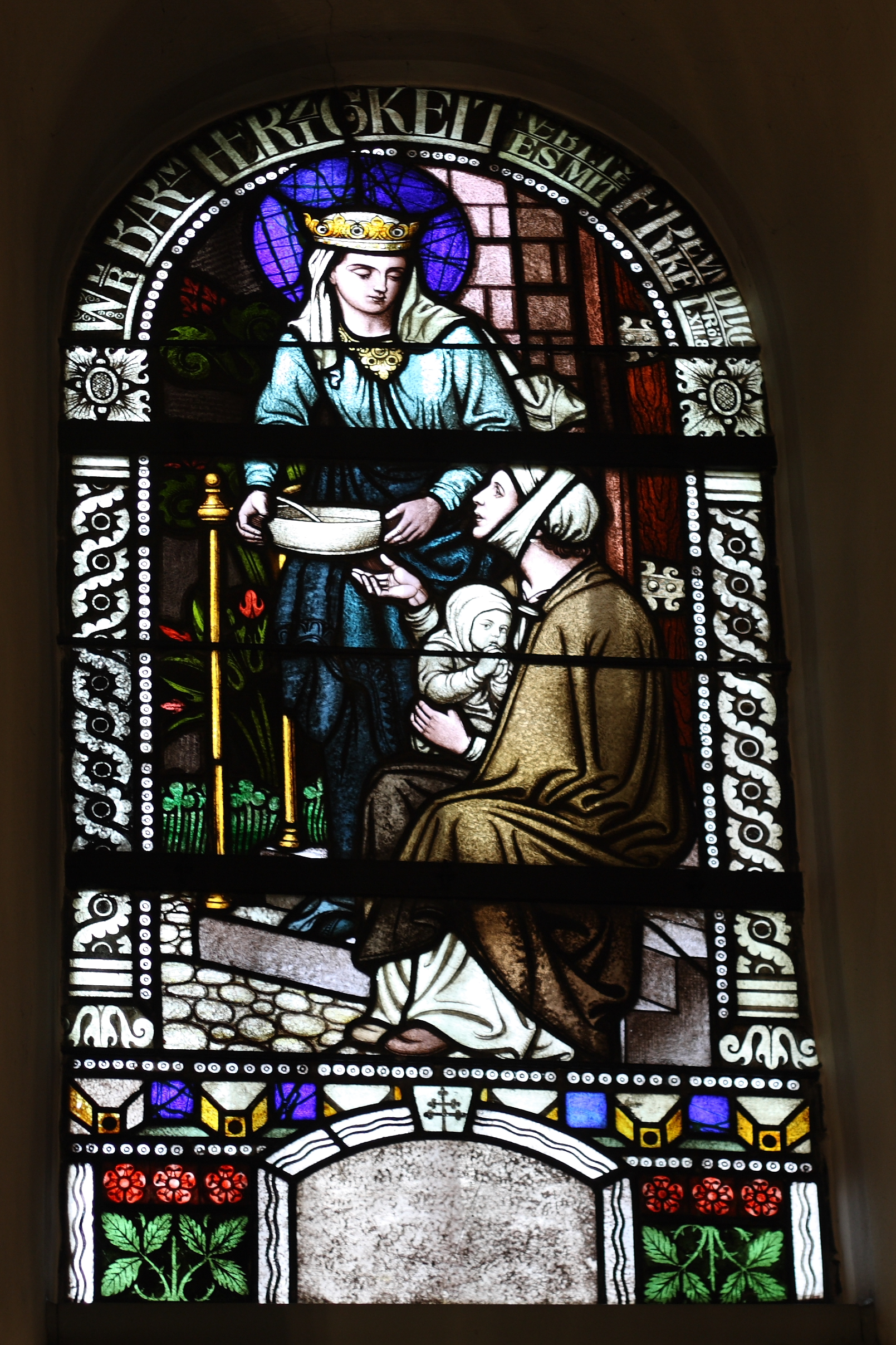
St. Elisabeth von Thüringen; Hauptschiff
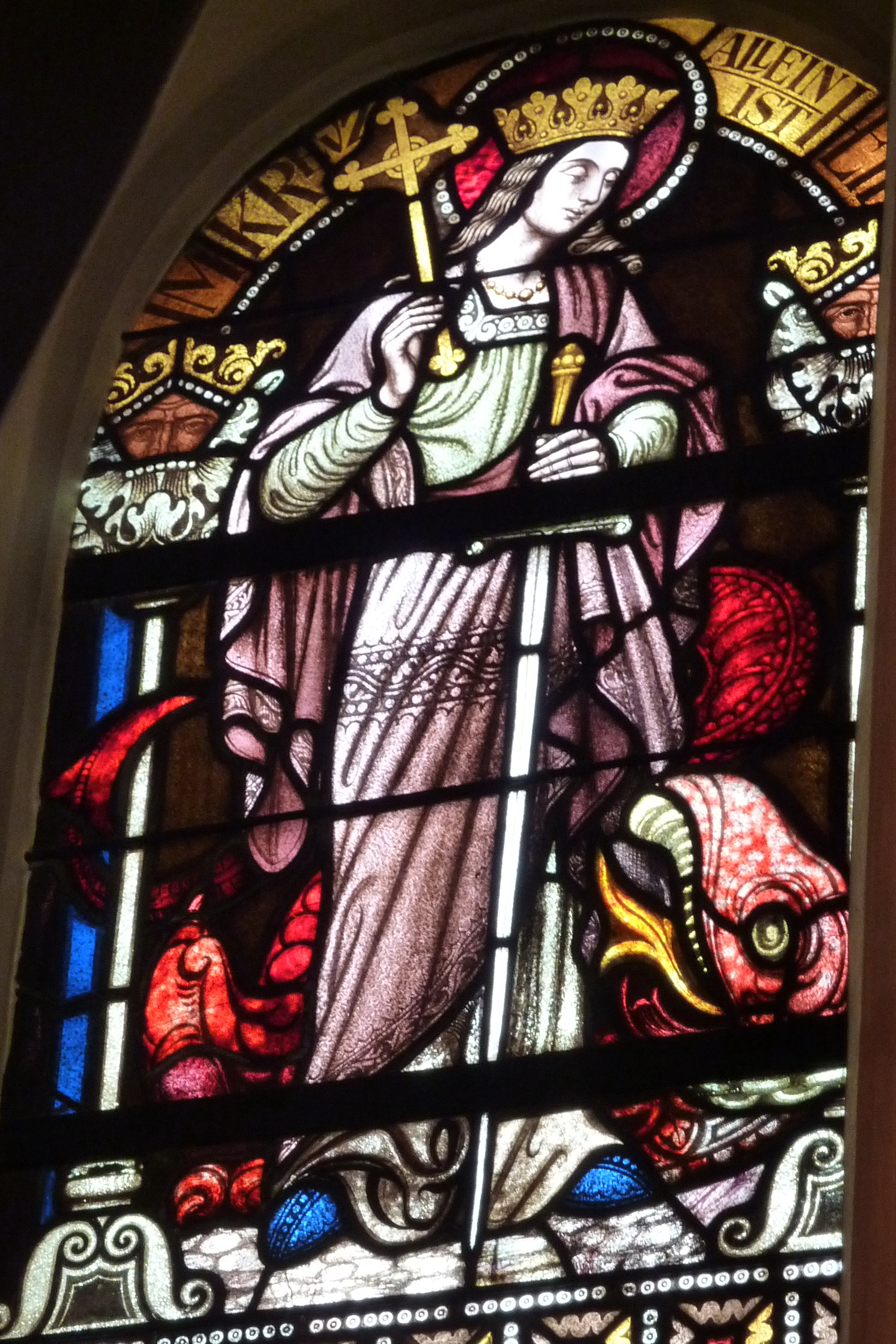
Str. Margareta von Antiochien; Hauptschiff
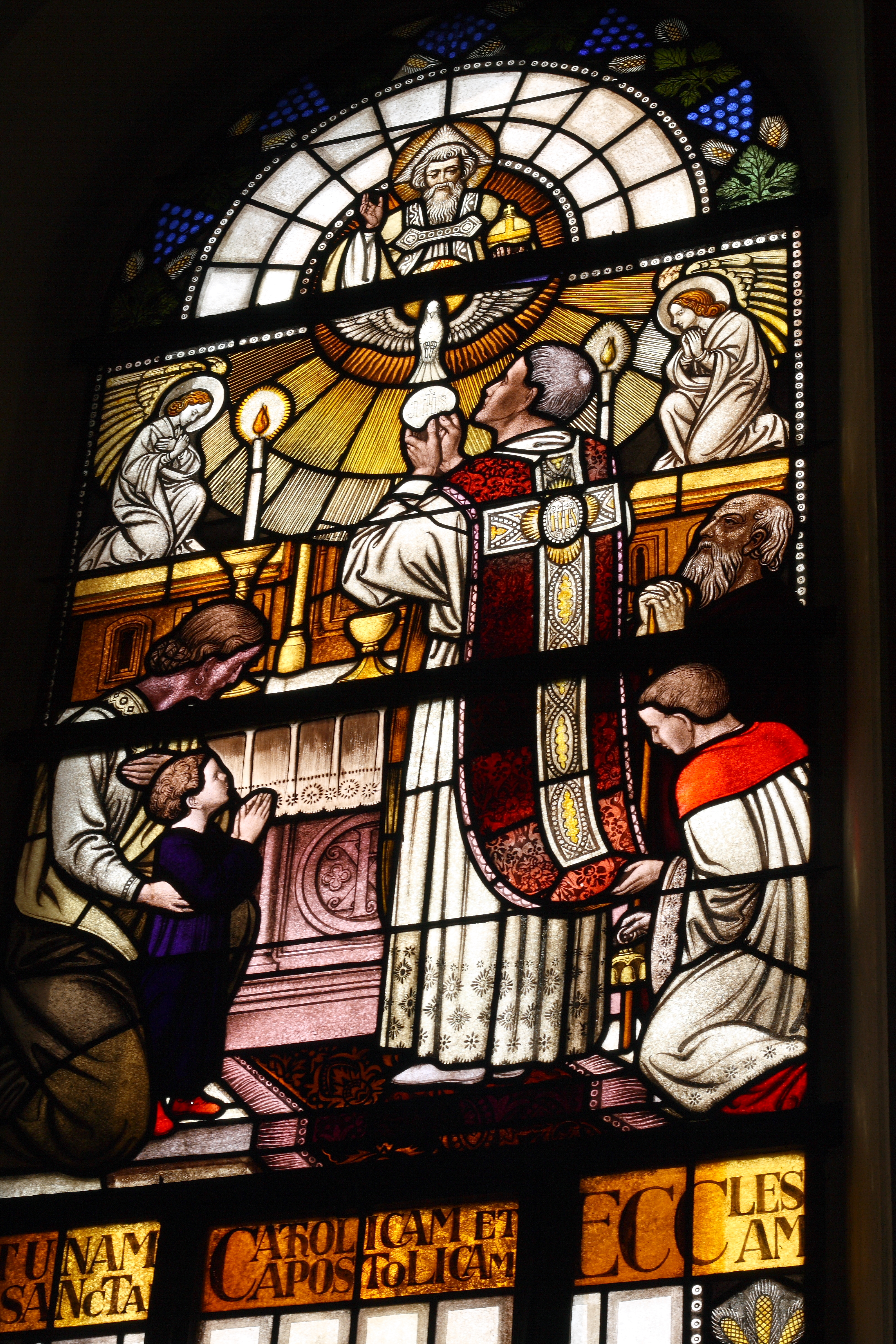
Heilige Messe, „Et unam sanctum catholicam et apostolicam ecclesiam“, im unteren Teil: Opfer des Königs Melchisedek; Querschiff
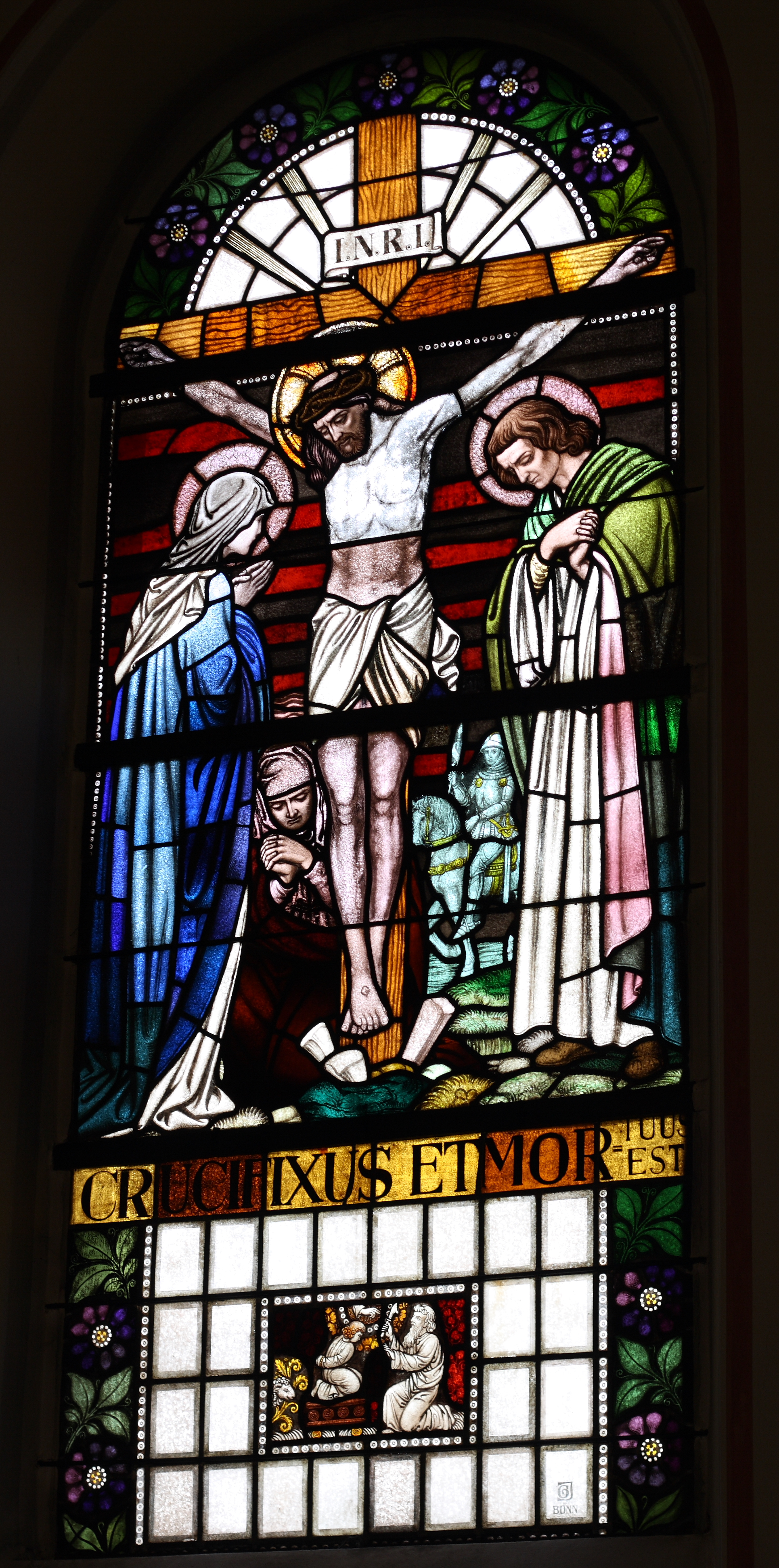
Das Kreuzesopfer Jesu Christi, „Crucifixus et mortuus“, mit Maria, Maria von Magdala und Johannes; Querschiff
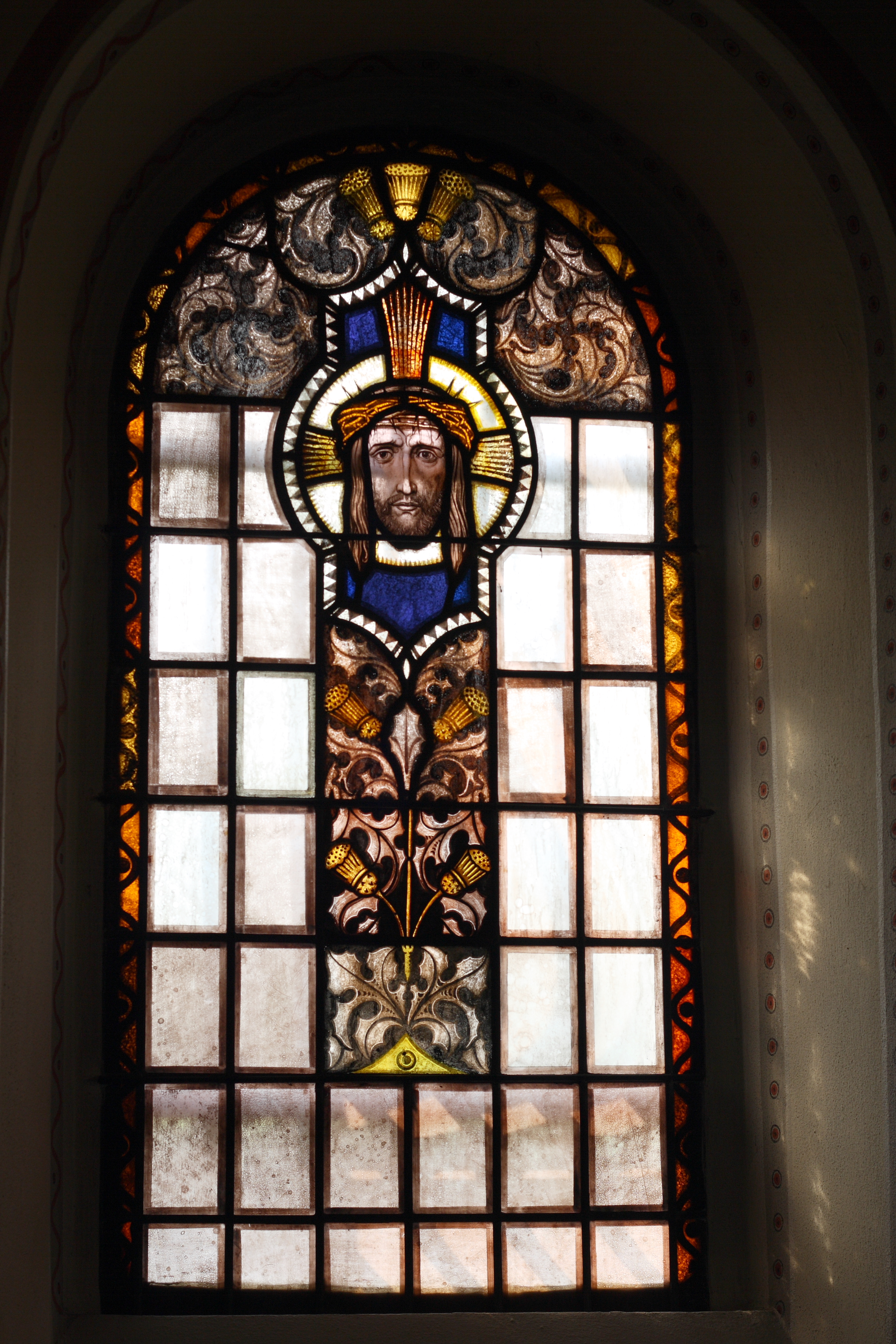
Ornament mit Antlitz Jesu, Querschiff
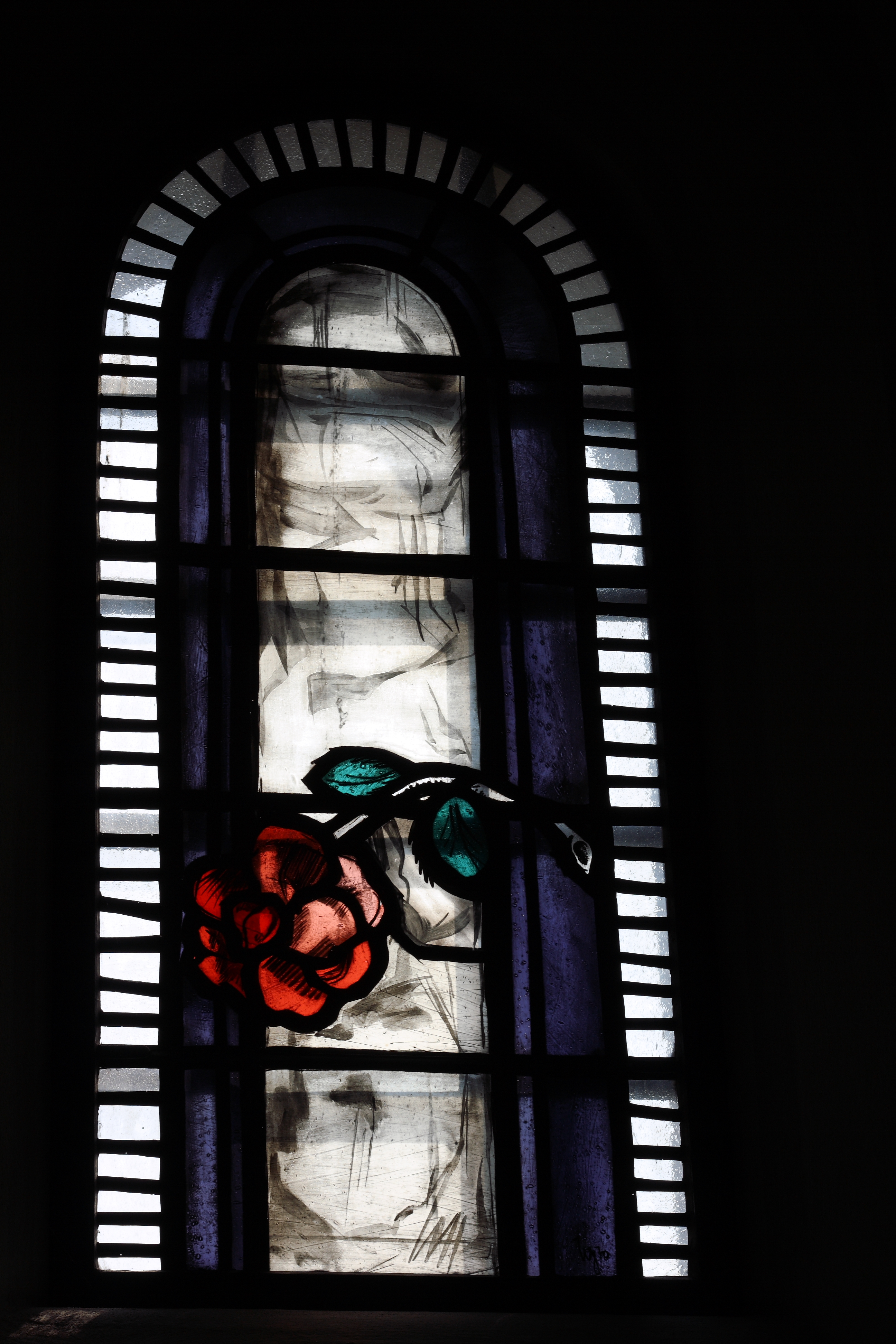
Rose, Paul Weigmann; Chor
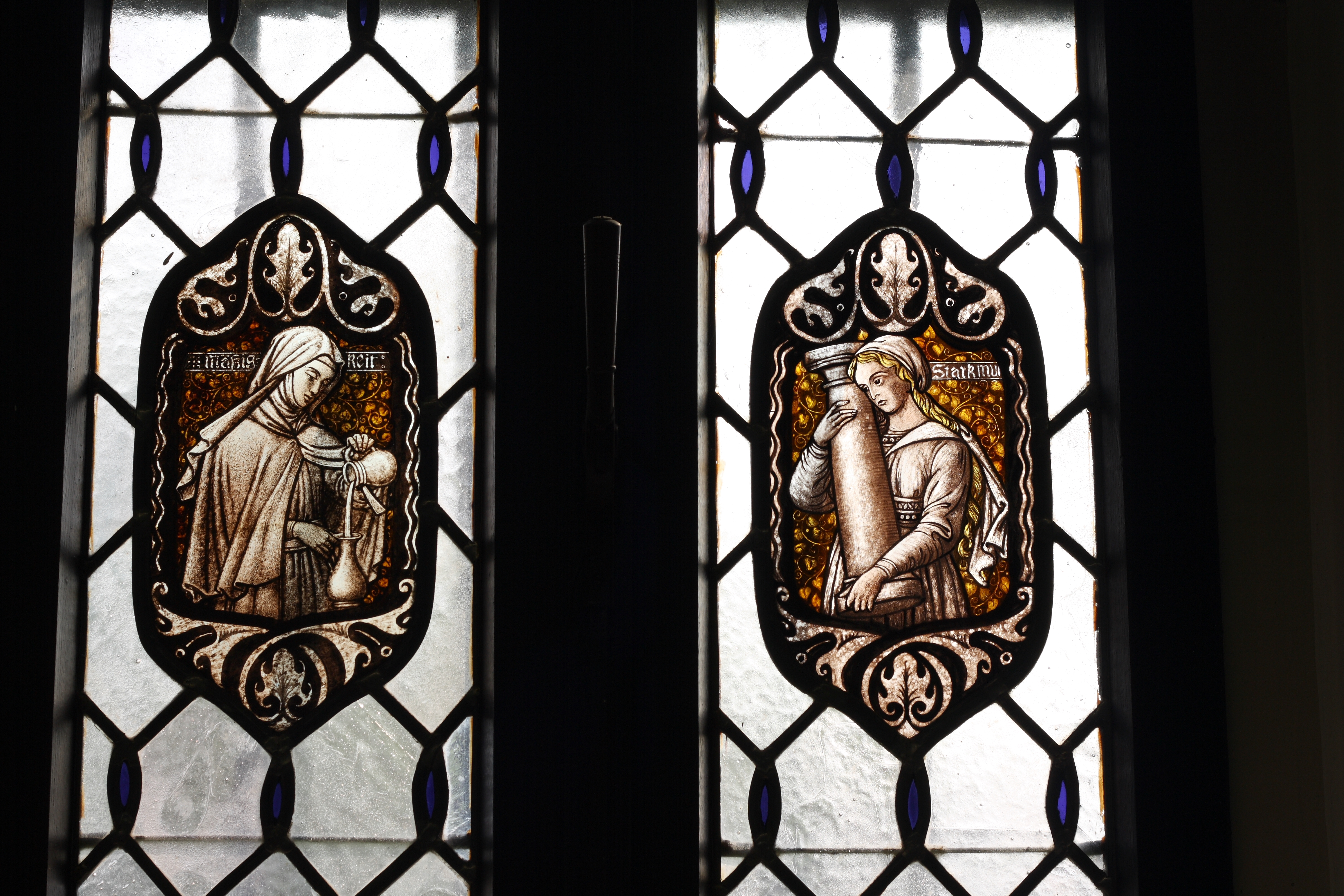
Personifizierung der Tugenden: Mäßigkeit und Starkmut; Sakristei
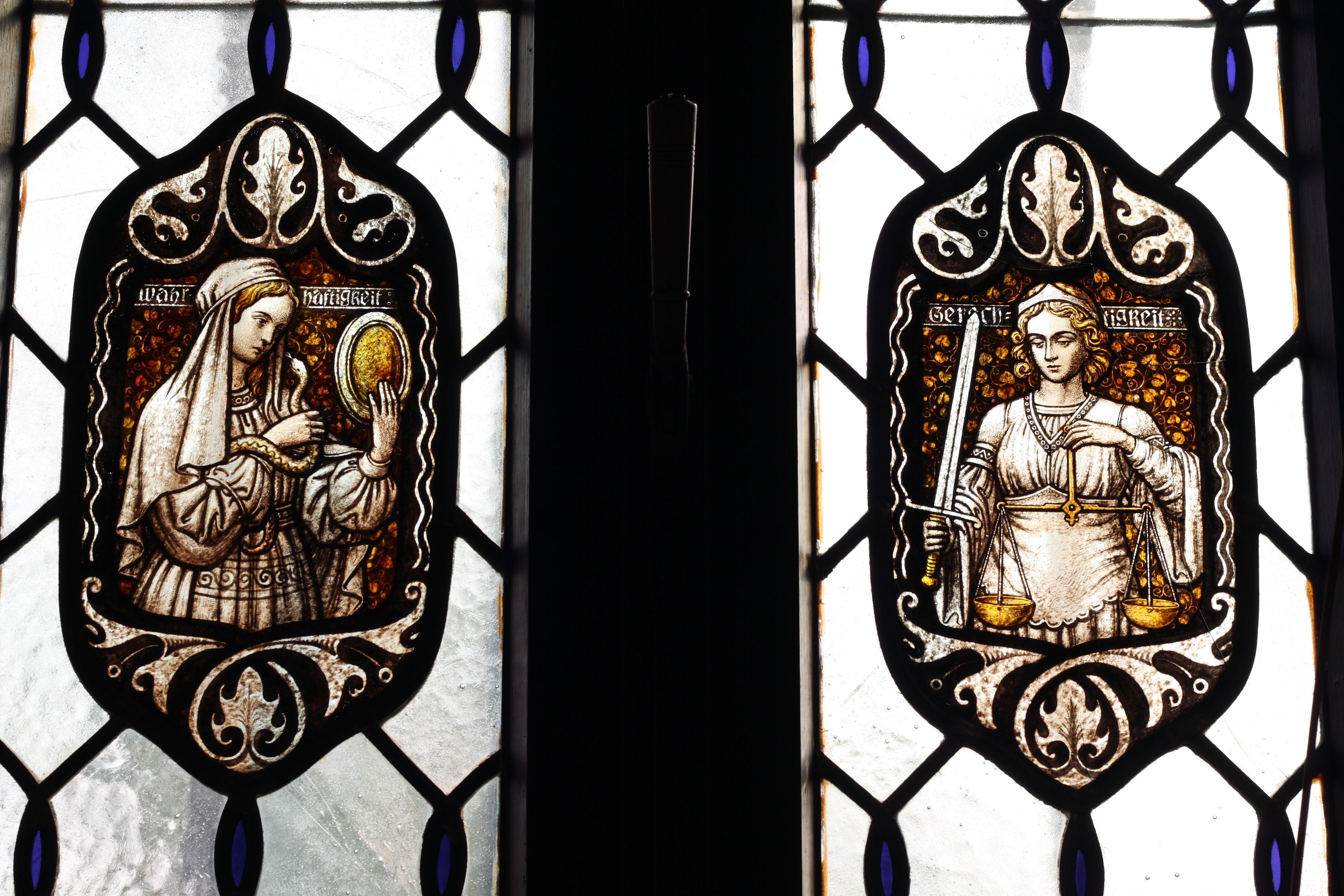
Personifizierung der Tugenden: Wahrhaftigkeit und Gerechtigkeit; Sakristei
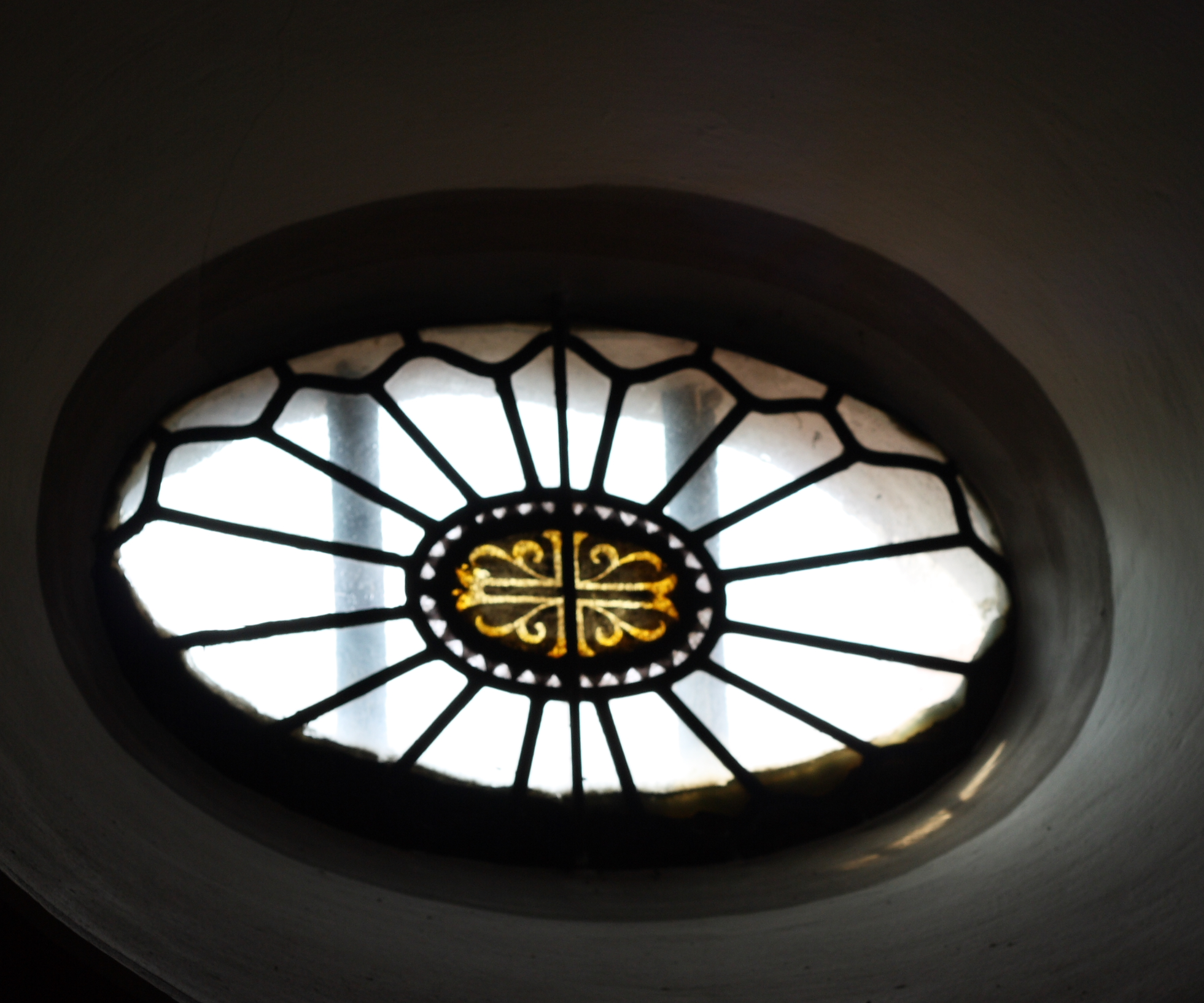
Kreuz; unter der Empore

### Orgel
Die Orgel der Oberdreeser Kirche wurde 1934 vom Bonner Orgelbauunternehmen Johannes Klais Orgelbau auf der am Westende des Kirchenschiffs liegenden Orgelempore eingebaut. Das Instrument (Klais-Opus 812) verfügt über zwei Manuale und 13 Register.
2018 wegen Holzwurm und Schimmelbefall durch Elektronisches Instrument ersetzt.

### Glocken
Das Geläut der Kirche besteht aus drei Bronzeglocken. Sie sind in der Form Mittelschwere Rippe ausgeführt und stammen aus dem 20. Jahrhundert. Die Geschichte des Geläuts lässt sich bis in das 18. Jahrhundert zurückverfolgen. Nach Heusgen wurden 1740 zwei Glocken von dem Glockengießer Johann Heinrich Dinckelmeyer gefertigt, die auf der Glockenschweifung eine Pietà sowie den Schriftzug J. H. Dinckelmeyer 1740 aufwiesen. Eine weitere entstand 1800 in der westfälischen Glockengießerei von Peter Boitel (Symbolik: Kruzifix und Madonna). 1928 wurden dann neue Glocken angeschafft. Die Gießerei Petit & Gebr. Edelbrock fertigte die 1050 kg, 577 kg und 387 kg schweren Glocken. Die beiden größeren Glocken wurden im Zweiten Weltkrieg im Rahmen der staatlichen Glockenbeschlagnahmung requiriert. Zum Verbleib dieser Glocken ist nichts bekannt, sie gelten als kriegsbedingt nicht mehr existent. Als Ersatz wurden 1956 dann zwei neue Glocken erworben.
Aegidien-Glocke: 1928, Glockengießerei Petit & Gebr. Edelbrock, Gescher, Durchmesser 855 mm, Gewicht 387 kg; im Krieg nicht eingezogen, noch heute im Läutedienst; Inschrift:

„SCTE AEGIDI ABBAS ET ECCLESIAE PATRONE NOSTRAE OBERDREESIENSES
REGE ET DEFENDE“

Toten-Glocke: 1956, Josef Feldmann und Georg Marschel, Feldmann & Marschel, Münster, Durchmesser 1152 mm, Gewicht 950 kg; Inschrift neben Hinweis auf Glockengießerei und Gießdatum:

„VOX MEA COMMENDAT DEO MILITES ET CIVES OCCISOS VEL QUAESITOS 1 9 1 8 ET 1 9 4 5“

Josephs-Glocke: 1956, Josef Feldmann und Georg Marschel, Feldmann & Marschel, Münster, Durchmesser 957 mm, Gewicht 520 kg; Inschrift neben Hinweis auf Glockengießerei und Gießdatum:

„IN HONOREM S. JOSEPHI ET S. CATHARINAE DONAVERUNT ME CONIUGES CASTENHOLZ 1 9 5 6“

## Linde
Vor der Kirche steht eine Winterlinde. Im Jahr 1991 wurde sie auf ein Alter 150 Jahren geschätzt; bei einer Höhe von 14 Metern wurde ein Stammumfang von 310 Zentimetern und ein Kronendurchmesser von 11 Metern ermittelt. Der Baum steht drei Meter vom Kirchturm entfernt, dieser beschränkt den Entfaltungsraum für die Baumkrone. Gemäß § 22 des Gesetzes zur Sicherung des Naturhaushalts und zur Entwicklung der Landschaft (Landschaftsgesetz NRW) ist die Linde als Naturdenkmal im Rhein-Sieg-Kreis eingetragen. Der Wert der Linde wurde auf einen Betrag um 65.000 Euro taxiert. Im Jahr 2014 kam es zu einer Sanierung des Erdreiches um den Baum, um die Sauerstoffzufuhr zu den Wurzeln zu erleichtern. Umgebendes Basaltpflaster und Beton wurden aufgebrochen, Kiessand und Boden wurde durch viereinhalb Kubikmeter Baumsubstrat (ein grobporiges Lavagemisch) ersetzt. Die Kosten der Sanierung betrugen ca. 3300 Euro.

## Traditionen
Die Oberdreeser Pfarrgemeinde pflegt mehrere Traditionen; dazu gehören:

### Jassekirmes
Am Wochenende nach Mariä Himmelfahrt formieren Gläubige aus Dank für die Rettung vor einem Feuer eine Brandprozession, genannt „Jassekirmes“. Die Prozession gedenkt dem wundersamen Verlöschen eines Großfeuers in der Ortschaft, das etwa Ende des 17. oder Anfang des 18. Jahrhunderts am Fest Mariä Himmelfahrt ausgebrochen war. Die nächtliche Brandstiftung am Haus im Burggraben 36 war in der schmalen Gasse schnell auf viele andere Häuser übergegriffen. Als der damalige Pfarrer mit der dem Tabernakel entnommenen Monstranz in feierlicher Prozession zum Zentrum des Feuers gezogen und dort gebetet sowie die Heilige Dreifaltigkeit angerufen hatte, verlosch das Feuer kurz darauf.

### Karklappern
Am Karfreitag und Karsamstag werden seit jeher in Oberdrees die Kirchenglocken nicht geläutet; erst in der Osternacht kommt es zum Fest-Geläut zur Erinnerung an die Auferstehung von Jesus. Früher klapperten Messdiener mit Holzklappern und Rasseln anstelle der sonst die Zeiten angebenden Glocken. Diese Tradition wird während der Ostertage noch immer gepflegt, auch wenn das Geklappere mittlerweile von Eltern und Kindern übernommen wird. Auf selbst gebastelten Instrumenten, die aus einem Brett mit Griff und beweglichen Holzhämmerchen bestehen, wird gruppenweise morgens um 6 Uhr, mittags um 12 Uhr und abends um 18 Uhr klappernd durch alle Oberdreeser Straßen gezogen.